# O Fazendeiro do Brasil

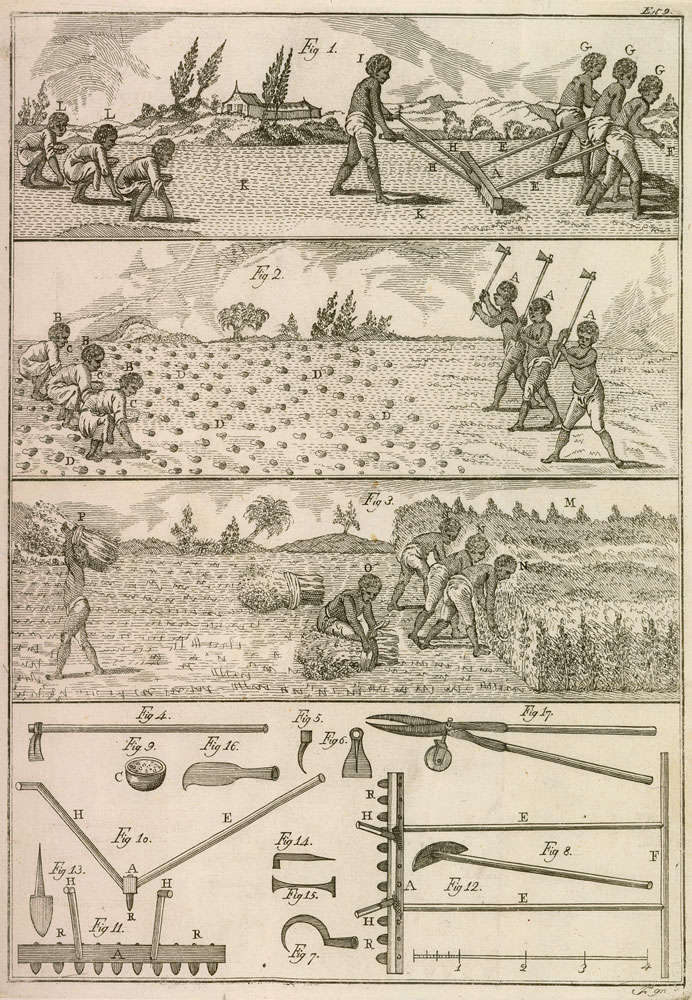
Página da obra, ilustrando o cultivo do índigo.

O Fazendeiro do Brasil é o título abreviado da coleção de onze volumes intitulada O Fazendeiro do Brasil  melhorado na economia dos generos já cultivados e de outros...  compilada pelo frei José Mariano da Conceição Veloso (1742-1811), e que retratava a agricultura no Brasil ainda Colônia.

## Dados da obra
Trata-se uma das obras mais raras sobre o Brasil pré-independência. Foi publicada em Lisboa pela Editora Typ. Arco do Cego. Dentre as culturas abordadas encontram-se o café e cacau, além das técnicas agrícolas então usadas, a fim de promover o estímulo da produção brasileira, com base em estudos feitos em outros países.
Os volumes são ilustrados, e foram publicados entre 1798 e 1806.

## Coleções completas e digitalização
No Brasil apenas a Biblioteca Nacional do Brasil e o acervo particular do colecionador José Mindlin possuíam a série completa com os onze volumes. No ano de 2006 o Instituto de Estudos Brasileiros - IEB -  da USP concluiu, com o empréstimo de volumes deste último, o trabalho de digitalização da obra, dentro de um projeto de dotar o meio virtual de conteúdo sobre o Brasil Colônia.